# Oncaea macilenta
Oncaea macilenta är en kräftdjursart som beskrevs av Heron 1977. Oncaea macilenta ingår i släktet Oncaea och familjen Oncaeidae. Inga underarter finns listade i Catalogue of Life.